# Aquilegia ottonis
Aquilegia ottonis là một loài thực vật có hoa trong họ Mao lương. Loài này được Orph. ex Boiss. mô tả khoa học đầu tiên năm 1854.

## Hình ảnh

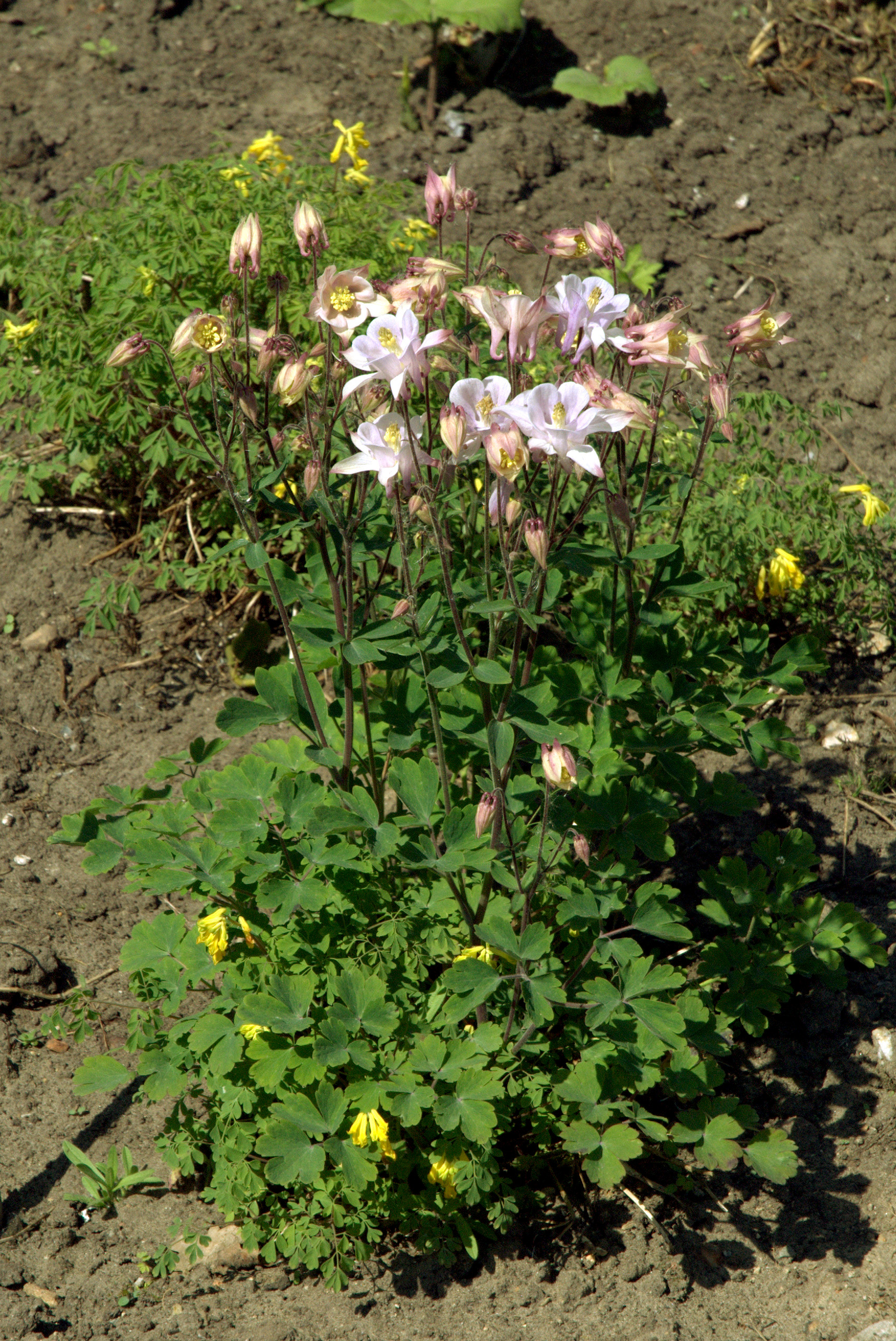